# 亀井拓
亀井 拓（かめい たく、1991年9月9日 - ）は、日本の元俳優、元ジャニーズJr.。

## 来歴
- オーストラリア出身[2]で、生まれてから3歳まではシドニーで過ごし、その後埼玉県で1年半、ロンドンで2年半を過ごす[1]。小学校1年生からは東京に移住[1]。
- SMAP好きの母親の影響で[1]自身も憧れ、履歴書を送ってジャニーズ事務所に入所[2]。ジャニーズJr.内ユニット・A.B.C.Jr.[3]やJ.J.Expressのメンバーとしても活動した[4]。

## 出演

### テレビドラマ
- 3年B組金八先生 第8シリーズ（2007年10月11日 - 2008年3月20日、TBS） - 北山大将 役[2]